# 7481 Сан-Марчелло
7481 Сан-Марчелло (7481 San Marcello) — астероїд головного поясу, відкритий 11 серпня 1994 року.
Тіссеранів параметр щодо Юпітера — 3,241.
Названо за муніципалітетом Сан-Марчелло-Пістоїєзе в Італії.